# Asilus pumilus
Asilus pumilus là một loài ruồi trong họ Asilidae. Asilus pumilus được Macquart miêu tả năm 1834. Loài này phân bố ở vùng Cổ Bắc giới.